# Fernsehsender Paul Nipkow
Fernsehsender "Paul Nipkow" (Телевізійна станція Пауль Ніпков), також відома як Deutscher Fernseh-Rundfunk (Німецьке телевізійне мовлення), у Берліні, Німеччина — перша у світі регулярна телевізійна служба. Вона була в ефірі з 22 березня 1935 до її закриття в 1944. Станція була названа на честь Пауля Ґотліба Ніпкова, винахідника диска Ніпкова.

## Історія
Паралельно з експериментами Джона Логі Берда у Сполученому Королівстві, Герберта Ю. Айвза та Чарльза Френсіса Дженкінса у Сполучених Штатах, а також Кендзіро Такаянагі в Японії, піонери телебачення, такі як Денеш Міхай та Манфред фон Арденне, організовували експериментальні телевізійні трансляції в Берліні з 1928. У тому ж році компанія Telefunken представила прототип телевізора на промисловій виставці Internationale Funkausstellung. З 1929 тестові телевізійні програми регулярно транслювалися з передавача Funkturm Berlin (Rundfunksender Witzleben). Перша публічна трансляція була запроваджена в оперному театрі Кролля 18 квітня 1934.
Спочатку станцію можна було прийняти лише в Берліні та його околицях, пізніше також в інших містах Німеччини за допомогою спеціальних міжміських кабелів Reichspost. Вона стала дуже популярною, коли висвітлювала літні Олімпійські ігри 1936 в Берліні. Близько 160,000 глядачів дивилися Олімпійські ігри по кількох приватних телевізорах та в багатьох громадських телевізійних залах. Телебачення використовувалося радше для розваг, ніж для пропаганди, оскільки Йозеф Геббельс надавав перевагу радіо як засобу масової інформації. Важке та повільне обладнання ускладнювало репортажі, і майже всі програми транслювалися в прямому ефірі. З 1942 по 1944 німці також відновили роботу телевізійної станції в Парижі для трансляції програм німецькою та французькою мовами. У 1944 станцію було закрито, як і більшість інших культурних заходів, через наближення союзних армій у Нормандській кампанії.
Після падіння Східної Німеччини в 1990 було виявлено близько 280 рулонів 35-міліметрової плівки, що використовувалася для програм Fernsehsender Paul Nipkow. У Німеччині повторно знайдені кадри вперше використали в документальному фільмі 1996 Televisionen im Dritten Reich ("Телебачення в Третьому Рейху") знятому WDR та NDR, а також у документальному фільмі Міхаеля Клофта 1999 Das Fernsehen unter dem Hakenkreuz ("Телебачення під Свастикою").